# Annahmeverzug
Der Annahmeverzug (auch: Gläubigerverzug) liegt vor, wenn der Gläubiger die Leistung des Schuldners, die möglich gewesen wäre und vertragsgemäß angeboten wurde, nicht rechtzeitig zum Leistungszeitpunkt annimmt.
Im deutschen Recht ist der Annahmeverzug in den § 293 ff. BGB geregelt. Hier ist zunächst als Voraussetzung das Angebot der Leistung durch den Schuldner zu sehen. Das Angebot der Leistung muss vertragsgemäß erbracht werden. Die Offerte ist also am Leistungsort und zur vertraglich vereinbarten Zeit (die sich bei fehlender vertraglicher Vereinbarung aus den Umständen heraus objektiv bestimmen lässt – dann aber nach § 299 BGB Annahmeverzug nur, wenn der Schuldner die Leistung zuvor angekündigt hat) zu erbringen. Der Gläubiger muss nach § 294 BGB auch in die Nähe der Leistung kommen können. Es muss sich folglich um ein tatsächliches Angebot handeln. Bei einer vorab mitgeteilten Weigerung zur Leistungsentgegennahme des Gläubigers bedarf es lediglich des wörtlichen Angebots nach § 295 BGB, um den Gläubiger in Verzug zu setzen. Bedarf es der Mitwirkung des Gläubigers, so ist ein Angebot nach § 296 BGB gar entbehrlich, wenn diese unterbleibt. Notwendig ist jedoch nach § 297 BGB immer, dass der Schuldner zur Leistung bereit und fähig ist. Bei synallagmatischen (= gegenseitigen) Schuldverhältnissen kommt der Gläubiger auch dann in Annahmeverzug, wenn er die Leistung zwar entgegennehmen will, andererseits aber die selbst geschuldete Leistung nicht anbietet.

## Gefahrenübergang
Der Annahmeverzug ist keine Pflichtverletzung (zum Beispiel im Sinne von § 280 Abs. 1 BGB), sondern führt lediglich dazu, dass der Gläubiger nunmehr die Leistungsgefahr trägt. Der Schuldner genießt während des Annahmeverzugs eine Haftungsprivilegierung und muss nur Vorsatz und grobe Fahrlässigkeit vertreten (§ 300 Abs. 1 BGB). Geht die Sache leicht fahrlässig oder zufällig unter, so bleibt der Gläubiger zu seiner Gegenleistung verpflichtet (§ 326 Abs. 2 S. 1 BGB), während der Schuldner die Leistung nicht mehr bewirken muss. Der Gläubiger muss auch Aufwendungsersatz nach § 304 BGB leisten, wenn Kosten entstehen. Der Schuldner kann sich befreien, wenn er die Sachen hinterlegen kann (§ 372 BGB).
Außerdem tritt durch den Annahmeverzug Konkretisierung ein (§ 300 Abs. 2 BGB), auch wenn der Schuldner noch nicht alles Erforderliche zur Leistung getan hat (vgl. § 243 Abs. 2 BGB). Dies ist insbesondere beim wörtlichen Angebot (§ 295 BGB) von Bedeutung.
Im Bereich der Zwangsvollstreckung von Leistungen, die Zug um Zug erfolgen, darf die Zwangsvollstreckung durch den Gerichtsvollzieher erst vorgenommen werden, wenn der Schuldner die Annahme ausdrücklich oder schlüssig verweigert (§ 756, § 765 ZPO).
Im Bereich der Dienstverträge und Arbeitsverträge muss nach § 615 BGB der Dienstherr bzw. Arbeitgeber die Dienstleistung vertragsgemäß vergüten, wenn er sich im Annahmeverzug befindet. Eine Pflicht, die Dienstleistung nachzuholen, ergibt sich abweichend von den allgemeinen Vorschriften ausdrücklich nicht (§ 615 S. 1 BGB).

## Rechte des Verkäufers bei Annahmeverzug
Grundsätzlich hat der Verkäufer das Recht, die Mehraufwendungen, die durch den Annahmeverzug entstanden sind, vom Käufer ersetzt zu bekommen, sowie die Kosten für die Erhaltung und Aufbewahrung der Sache.

### Hinterlegung der Ware
Wenn es sich bei der Kaufsache um Geld (Scheine oder Münzen), Wertpapiere, sonstige Urkunden oder Kostbarkeiten handelt, kann der Verkäufer die Ware auf Gefahr und Kosten des Käufers beim örtlich zuständigen Amtsgericht hinterlegen (§ 372). Von der Hinterlegung muss der Käufer benachrichtigt werden.
Ist der Kauf für beide Parteien ein Handelsgeschäft, so kann der Verkäufer auch andere als die vorgenannten Kaufsachen in einem öffentlichen Lagerhaus oder sonst in sicherer Weise hinterlegen (§ 373 Abs. 1 HGB).

### Selbsthilfeverkauf
Nicht hinterlegungsfähige Waren kann der Verkäufer öffentlich versteigern lassen (§ 383 BGB), nachdem er dem Käufer die Versteigerung angedroht hat (§ 384 Abs. 1 BGB). Ort und Zeit der Versteigerung müssen dem Käufer ebenfalls mitgeteilt werden (§ 384 Abs. 2 BGB).
Ausnahmen:
- Ware mit Börsenpreis oder Tagespreis:

Wird die Ware an der Börse gehandelt oder gibt es Tagespreise, darf der Verkäufer eine Nachfrist setzen und nach Verstreichen der Frist den Verkauf auch ohne Versteigerung „aus freier Hand“ bewirken.
- Verderbliche Ware:

Wenn die Ware verderblich ist (zum Beispiel Lebensmittel), kann die Ware ohne Nachfrist und ohne vorherige Androhung verkauft werden („Notverkauf“).
Der Verkäufer muss den Käufer in jedem Fall anschließend über das Ergebnis des Selbsthilfeverkaufs informieren.
Der Selbsthilfeverkauf erfolgt für Rechnung des säumigen Käufers. Wenn der Erlös des Selbsthilfeverkaufs geringer ist als die Forderung des Verkäufers, so ist der ursprüngliche Käufer verpflichtet, die Differenz an den Verkäufer zu zahlen. Wenn der Erlös aus dem Selbsthilfeverkauf höher ist als die Forderungen des Verkäufers, ist dieser verpflichtet, die Differenz an den ursprünglichen Käufer zu zahlen.

## Annahmeverzugslohn
Als Folge des Annahmeverzugs regelt § 615 BGB, dass auch die nicht geleisteten Dienste zu vergüten sind. Der Arbeitnehmer ist nicht zur Nachleistung verpflichtet. Eine weitgehend inhaltsgleiche Regelung zur Anrechnung enthält auch § 11 KSchG, der aber die Zahlungspflicht des Arbeitgebers selbst nicht regelt.

### Besonderheiten des Annahmeverzugs im Arbeitsrecht
Auch im Arbeitsrecht gilt der Grundsatz, dass Annahmeverzug nur eintritt, wenn der Arbeitnehmer als Schuldner seine Arbeitsleistung tatsächlich anbietet, er also arbeitsbereit am Arbeitsplatz erscheint.
Kündigt der Arbeitgeber das Arbeitsverhältnis, so ist ein tatsächliches Angebot seitens des Arbeitnehmers überflüssig gem. § 296 BGB. Im Ausspruch der Kündigung liegt nämlich die Weigerung des Arbeitgebers, künftig seine Mitwirkungspflichten zu erfüllen. Diese Mitwirkungspflicht besteht darin, dem Arbeitnehmer einen funktionsfähigen Arbeitsplatz zur Verfügung zu stellen.
Im Falle einer unwirksamen Eigenkündigung durch den Arbeitnehmer, eines unwirksamen Aufhebungsvertrags oder einer Befristung des Arbeitsverhältnisses ist jedoch zumindest ein wörtliches Angebot der Arbeitsleistung erforderlich, um die Mitwirkungspflicht des Arbeitgebers auszulösen. Ein solches Angebot wird regelmäßig in einer Klage gegen die Befristung oder gegen den Aufhebungsvertrag gesehen.

### Anrechnung ersparter Aufwendungen und anderweitigen Verdienstes
Der Arbeitnehmer muss sich ersparte Aufwendungen, wie zum Beispiel Fahrtkosten, anrechnen lassen, dies sieht § 615 BGB vor, nicht aber § 11 KSchG. Da § 11 KSchG lex specialis ist, ist diese Vorschrift einschlägig, falls das Kündigungsschutzgesetz anwendbar ist. In diesem Fall entfällt also die Anrechnung ersparter Aufwendungen. Diese werden allerdings zumeist auch nur geringere Beträge sein.
Der Arbeitnehmer muss sich weiter anrechnen lassen, was er durch anderweitigen Verdienst erwirbt oder zu erwerben böswillig unterlässt. Daraus ergibt sich also zunächst die Obliegenheit des Arbeitnehmers, anderweitigen Erwerb zu erzielen.
Nur in § 11Nr. 3 KSchG ist die Anrechnung von Sozialleistungen, insbesondere also Arbeitslosengeld und Krankengeld, ausdrücklich geregelt. Außerhalb des Anwendungsbereichs des Kündigungsschutzgesetzes folgt jedoch die Anrechnung aus§ 115 SGB X (Zehntes Buch Sozialgesetzbuch). Nach dieser Vorschrift gehen die Vergütungsansprüche in Höhe der Leistungen auf den Leistungsträger über. Somit ist der Arbeitnehmer auch nicht mehr Gläubiger dieser Forderungen.

### Beendigung des Annahmeverzugs
Der Arbeitgeber hat den Arbeitnehmer zur Arbeit ausdrücklich aufzufordern, um den Annahmeverzug zu vermeiden oder zu beenden.

## Annahmeverzug in der Schweiz
Die Artikel 91 ff. und im Speziellen auch 97 ff. Obligationenrecht befassen sich mit den Folgen der Nichterfüllung einer vertraglichen Abmachung, sowohl aus Sicht des Gläubigers (Ungerechtfertigte Verweigerung der angebotenen Leistung) als auch des Schuldners (Waren werden nicht geliefert, die vereinbarte Arbeitsleistung nicht erbracht, Geldschuld nicht beglichen). In jedem Fall wird derjenige, der sich nicht an die Abmachung halten will oder kann, gegenüber dem Vertragspartner schadenersatzpflichtig. Er muss also die dem anderen entgangenen Einnahmen vollumfänglich ersetzen. Der Gläubiger darf, nachdem eine angemessene Frist für Nacherfüllung auch nicht eingehalten wurde, einem dritten denselben Auftrag erteilen und der Fehlbare muss die Mehrkosten übernehmen.